# Биков Валентин Іванович
Биков Валентин Іванович — фахівець у галузі електромеханіки, доктор технічних наук (1984), професор (1985), ректор Криворізького державного педагогічного інституту (1973-1979).  Заслужений діяч науки і техніки УРСР, академік Академії інженерних наук України, академік Національної Академії наук екологічних технологій, академік Нью-Йоркської Академії наук. Був визнаний Людиною року 1999 (Американський Біографічний інститут). Міжнародний біографічний центр у Кембріджі (Англія) вніс його ім’я, як одного із провідних науковців світового рівня, до низки своїх видань «2000 видатних інтелектуалів ХХ і ХХІ століть».

## Біографія
Народився у 1937 році в Кривому Розі.
Закінчив Криворізький гірничорудний інститут у 1960 році та Дніпропетровський державний університет в 1965 році.  
1960–1962 – працював інженером-конструктором інституту «Діпрорудмаш» у м. Кривий Ріг. 
Був деканом механіко-машинобудівного факультету Криворізького гірничорудного інституту (1965–1970), ректором Криворізького державного педагогічного інституту (1973–1979), завідувачем кафедри опору матеріалів (1979–1985) Криворізького гірничорудного  інституту, директором Черкаського філіалу Київського політехнічного інституту (1987–1991). 
1991–1998 – ректор Черкаського інженерно-технологічного інституту. Завідувач кафедри технології машинобудування, металорізальних верстатів та інструментів (1985–1988). Завідувач кафедри приладобудування (1988–1999). Завідувач кафедри безпеки життєдіяльності (2004-2017). Викладав курси «Безпека життєдіяльності» та «Охорона праці в галузі».
Член правління республіканської організації Товариства «Знання» України, член редколегії журналу «Трибуна». Створював школу підвищення довговічності і надійності гірничозбагачувального устаткування в Кривому Розі. В Черкасах створив школу приладобудування (захищені 4 докторські і 9 кандидатських дисертацій).
Опублікував понад 250 наукових та методичних праць, 37 авторських свідоцтв і патентів. Науковий керівник 20 кандидатських дисертацій та науковий консультант 4 докторських дисертацій.